# 量子模拟器

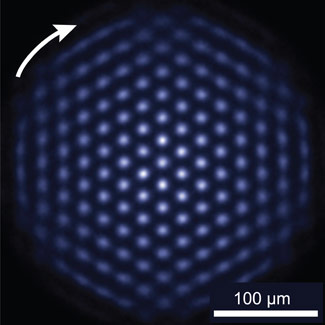
在这张量子模拟器晶体的照片中，离子发出荧光，表明量子位都处于相同的状态（“1”或“0”）。在适当的实验条件下，离子晶体会自发形成这种近乎完美的三角晶格结构。图片来源：Britton/NIST

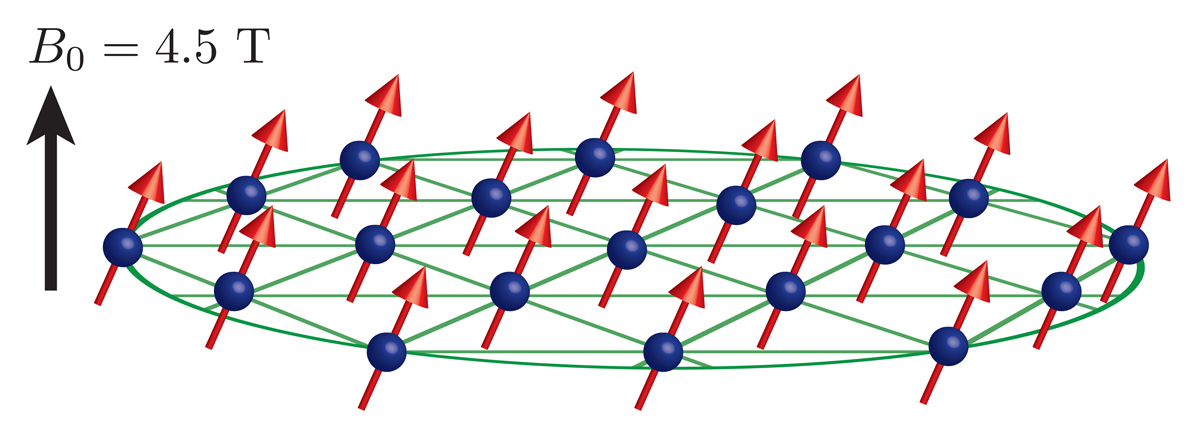
囚禁离子量子模拟器图解：模拟器的核心是一个二维铍离子晶体（图中蓝色球体）；每个离子的最外层电子是一个量子位（量子比特，红色箭头）。离子被一个叫做彭宁离子阱（未显示）的装置中的大磁场所限制。在陷阱内部，晶体顺时针旋转。图片来源：Britton/NIST

量子模拟器允许以可编程的方式研究量子系统。在这种情况下，模拟器是专门用于提供有关特定物理问题的见解的特殊用途设备。  量子模拟器与通常可编程的“数字”量子计算机形成对比，后者能够解决更广泛的量子问题。
通用量子模拟器是由Yuri Manin于 1980 年和Richard Feynman于 1982 年提出的量子计算机。
量子系统可以用图灵机或量子图灵机来模拟，因为经典图灵机能够模拟通用量子计算机（因此也可以模拟任何更简单的量子模拟器），这意味着从可计算性理论的角度来看它们是等价的。经典计算机对量子物理的模拟已被证明是低效的。 换句话说，量子计算机在可计算性方面并不比传统计算机提供额外的能力，但人们怀疑它们可以比传统计算机更快地解决某些问题，这意味着它们可能属于不同的复杂度类别，这就是量子图灵机可用于模拟量子系统的原因。这就是所谓的量子优越性，其核心思想是存在某些问题只有量子图灵机才能在可行的时间内解决。
量子计算机可以使用与原始系统中粒子数相似的量子比特数来模拟由许多粒子组成的量子系统。 这已经扩展到更大类别的量子系统。    
量子模拟器已经在许多实验平台上实现，包括超冷量子气体系统、极性分子、囚禁离子、光子系统、量子点和超导电路等。 

## 解决物理问题
物理学中的许多重要问题，特别是低温物理学和多体物理学，仍然不太为人所理解，因为其背后的量子力学极其复杂。传统计算机（包括超级计算机）不足以模拟仅包含 30 个粒子的量子系统，因为希尔伯特空间的维数会随着粒子数量的增加而呈指数增长。 我们需要更好的计算工具来理解和合理设计材料，这些材料的性质被认为取决于数百个粒子的集体量子行为。  量子模拟器为理解这些系统的特性提供了另一种途径。这些模拟器可以清晰地实现特定感兴趣的系统，从而可以精确地实现它们的属性。对系统参数的精确控制和广泛可调性可以清楚地解开各种参数的影响。
量子模拟器可以解决传统计算机上难以模拟的问题，因为它们直接利用真实粒子的量子特性。具体来说，他们利用了量子力学的一种称为叠加的特性，其中量子粒子同时处于两种不同的状态，例如，与外部磁场对齐和反向对齐。至关重要的是，模拟器还利用了第二种量子特性，即纠缠，使得即使是物理上分离良好的粒子的行为也能相互关联。   
最近，量子模拟器已被用来获得时间晶体 和量子自旋液体。  

## 囚禁离子模拟器
基于离子阱的系统为模拟量子自旋模型中的相互作用提供了理想的环境。 由包括NIST在内的团队建造的离子阱模拟器可以设计和控制数百个量子比特之间的相互作用。 之前的努力无法超越 30 个量子比特。该模拟器的功能比以前的设备强10倍。它通过了一系列重要的基准测试，表明它有能力解决传统计算机无法建模的材料科学问题。
囚禁离子模拟器由数百个铍离子组成的微小单平面晶体组成，其直径小于 1 毫米，悬浮在称为彭宁离子阱的装置内。每个离子的最外层电子充当微小的量子磁铁，并用作量子位，即传统计算机中“1”或“0”的量子等价物。在基准实验中，物理学家使用激光束将离子冷却至接近绝对零度。然后，精心定时的微波和激光脉冲使量子比特相互作用，模仿实验室中很难研究的材料的量子行为。尽管这两个系统表面上看起来不同，但它们的行为在数学上是相同的。通过这种方式，模拟器可以让研究人员改变天然固体中无法改变的参数，例如原子晶格间距和几何形状。
Friedenauer 等人对 2 个自旋进行了绝热操控，展示了它们分离为铁磁状态和反铁磁状态。  Kim 等人将囚禁离子量子模拟器扩展到 3 个自旋，其中全局反铁磁 Ising 相互作用表现出失控现象，并展示了失控与纠缠之间的联系 ；Islam 等人利用绝热量子模拟，证明了随着自旋数从 2 增加到 9，顺磁和铁磁有序之间的相变逐渐增强 Barreiro 等人通过与开放库耦合，创建了一个与最多 5 个捕获离子相互作用的自旋数字量子模拟器 ，Lanyon等人演示了最多 6 个离子的数字量子模拟。  Islam 等人演示了横向 Ising 模型的绝热量子模拟，该模型具有可变（长）程相互作用，最多可容纳 18 个捕获离子自旋，并展示了通过调整反铁磁相互作用范围来控制自旋挫败水平。 美国国家标准与技术研究院的 Britton 等人通过实验对数百个量子比特系统中的伊辛相互作用进行了基准测试，以用于量子磁性研究。  Pagano 等人报道了一种新型低温离子捕获系统，用于长期存储大型离子链，并演示了对多达 44 个离子链进行相干的单量子比特和双量子比特操作。  Joshi 等人研究了 51 个单独控制离子的量子动力学，实现了长程相互作用的自旋链。 

## 超冷原子模拟器
许多超冷原子实验都是量子模拟器的例子。这些实验包括研究光学晶格中的玻色子或费米子、幺正费米气体、光镊中的里德堡原子阵列。这些实验的共同点是能够实现通用哈密顿量，例如哈伯德哈密顿量或横向场伊辛哈密顿量。这些实验的主要目的包括识别低温相或追踪各种模型的非平衡动力学，这些问题在理论上和数值上都是难以解决的。  其他实验实现了传统材料难以或不可能实现的凝聚态模型，例如Haldane 模型和Harper-Hofstadter 模型     ，或模拟格子规范理论 。

## 超导量子比特
使用超导量子位的量子模拟器主要分为两类。首先，所谓的量子退火器在绝热斜坡之后确定某些哈密顿量的基态。这种方法有时被称为绝热量子计算。其次，许多系统模拟特定的哈密顿量，并研究它们的基态性质、量子相变或时间动态。 近期的一些重要成果包括在驱动耗散Bose-Hubbard 系统中实现莫特绝缘体，以及研究与量子比特耦合的超导谐振器晶格中的相变。  